# Clueless
Clueless (conocida en España como Fuera de onda y en Hispanoamérica como Ni idea o Despistados) es una película estadounidense de comedia adolescente de 1995, escrita y dirigida por Amy Heckerling, producida por Scott Rudin y basada libremente en la novela de Jane Austen Emma. Está ambientada en una de las residencias más lujosas de Los Ángeles, y en un prestigioso instituto de Beverly Hills. Sus protagonistas son Alicia Silverstone, Paul Rudd, Brittany Murphy, Stacey Dash y Jeremy Sisto.
La película dio lugar a un spin-off en forma de serie de televisión, que en Estados Unidos fue producido por la compañía ABC. En Hispanoamérica pudo verse a través de Nickelodeon de 1999 a 2004 y en Sony Entertainment Television de 1997 a 2006. La cinta inspiró además una colección de libros.
Fue un éxito total en taquilla y con el paso del tiempo se convirtió en una película de culto.

## Argumento
Cher (Alicia Silverstone) y Dionne (Stacey Dash) son dos de las chicas más populares de un instituto académico privado de Beverly Hills y cuya preocupación más que las notas académicas de la escuela es llevar la ropa más atractiva y ser tan populares como sea posible. Cher vive con su riguroso padre, un famoso abogado de California, y con su sensible hermanastro (Paul Rudd), quien es el hijo de la exesposa de su padre y trabaja como pasante de abogado. Estudia Derecho en la Universidad y es muy querido por el padre de Cher.
La película muestra los problemas sociales y emocionales de los jóvenes de la clase económica alta de California, en la escuela y sus vidas personales; Cher tiene la necesidad innata de ayudar a los desamparados, de esta manera termina presentando a dos de sus profesores, que al final se casan, y convierte a su tímida nueva amiga Tai (Brittany Murphy) en todo un prodigio de belleza en la escuela, la adopta como un proyecto para una buena causa, la viste, pinta el pelo y la convierte en la chica más famosa de la escuela.
La película está basada en el libro Emma, de Jane Austen, que narra la vida de una joven de 22 años soltera, acomodada y de sociedad, quien no se ve casada y dedica su tiempo a actuar de casamentera para su nueva amiga Harriet Smith. Es fácil identificar en diversos momentos las similitudes entre ambas, por ejemplo, el momento donde el señor Churchill rescata a la señorita Smith de los gitanos, en contraste con el rescate a Tai en el centro comercial.

## Personajes
- Alicia Silverstone como Cherilyn "Cher" Horowitz: Una dulce, despistada, refinada, muy creída y mimada, pero inteligente y amable chica que vive en una mansión en Beverly Hills. Tiene el cabello largo y rubio y ojos azules. Está basado en el personaje de Emma Woodhouse, del libro Emma.
- Paul Rudd como Josh Lucas: ex hermanastro de Cher, ya que su padre estuvo casado con la madre de Josh cinco años antes y él era su hijastro. Está basado en el personaje de George Knightley, del libro Emma.
- Stacey Dash como Dionne Davenport: la mejor amiga de Cher. Tanto ella como Cher son ricas y hermosas.
- Brittany Murphy como Tai Frasier: la chica patito feo que llega al instituto y es transformada por Cher y Dionne, dándole un cambio de imagen. Este fue el primer papel importante de la actriz. Su personaje está basado en el personaje de Harriet Smith del libro Emma.
- Dan Hedaya como Melvin "Mel" Horowitz: padre de Cher, abogado famoso y prestigioso, pero también muy protector y estricto con su hija. Está basado en el personaje de Mr. Henry Woodhouse del libro Emma.
- Jeremy Sisto como Elton Tiscia: estudiante guapo y de los más populares del instituto. Está basado en el personaje de Philip Elton del libro Emma.
- Breckin Meyer como Travis Birkenstock: estudiante que normalmente falta a clases y fuma hierba. Está basado en el personaje de Roberto Martin del libro Emma.
- Justin Walker como Christian Stovitz: nuevo chico que llega al instituto, muy guapo y que sabe vestir. Capta la atención de Cher, pero a él no le interesan las chicas. Está basado en el personaje de Frank Churchill del libro Emma.
- Wallace Shawn como Wendell Hall: el profesor solitario de Cher y el único que nunca accede a sus chantajes para mejorar sus calificaciones.
- Twink Caplan como Toby Geist: otra profesora de la clase de Cher que también es solitaria y mal vestida.
- Julie Brown como Millie Stoeger: la entrenadora de la escuela.
- Donald Faison como Murray Duvall: novio de Dionne, con la que tiene una relación tumultuosa, ya que con frecuencia están peleando.
- Elisa Donovan como Amber Mariens: estudiante bonita y popular del instituto y muchas veces rival de Cher. El personaje está basado en Augusta Elton, del libro Emma.
- Aida Linares como Lucy: la empleada de la familia Horowitz.

## Producción
La fotografía principal se llevó a cabo entre el 21 de noviembre al 31 de diciembre de 1994. La película tuvo un calendario de rodaje de 40 días. Los productores se sentaron en las clases de la Beverly Hills High School para tener una idea de la cultura de los estudiantes. Herb Hall, el profesor de teatro real en la Beverly Hills High School, interpretó al director en la película. Escenas que representan el campus de la escuela secundaria, incluyendo las pistas de tenis, la cafetería al aire libre, el quad y varias aulas, fueron filmadas en el Occidental College en Los Ángeles. Otras pequeñas escenas fueron filmadas en el centro comercial Westfield Fashion Square en Sherman Oaks, California.

## DVD y Blu-ray
La película fue lanzada en VHS y Laserdisc el 19 de diciembre de 1995 por Paramount Home Video.
Fue lanzada por primera vez en DVD el 19 de octubre de 1999; las características especiales incluyeron 2 tráileres.
Una edición especial con motivo del décimo aniversario, llamada Whatever, fue lanzada en DVD el 30 de agosto de 2005. Incluía cortometrajes y entrevistas con el reparto.
La película fue estrenada en formato Blu-ray por primera vez el 1 de mayo de 2012. Las características especiales de la edición llamada Whatever fueron ampliadas, incluyendo una nueva pista de trivia.

## Banda sonora

### Lista de canciones
1. "Kids in America" (The Muffs) – 3:18
2. "Shake Some Action" (Cracker) – 4:25
3. "The Ghost in You" (Counting Crows) – 3:30
4. "Here" (Squirmel Mix) (Luscious Jackson) – 3:33
5. "All the Young Dudes" (World Party) – 4:00
6. "Fake Plastic Trees" (versión acústica) (Radiohead) – 4:45
7. "Change" (Lightning Seeds) – 4:01
8. "Need You Around" (Smoking Popes) – 3:42
9. "Mullet Head" (Beastie Boys) – 2:53
10. "Where'd You Go?" (The Mighty Mighty Bosstones) – 3:16
11. "Rollin' with My Homies" (Coolio) – 4:06
12. "Alright" (Supergrass) – 3:01
13. "My Forgotten Favorite" (Velocity Girl) – 3:49
14. "Supermodel" (Jill Sobule) – 3:07
15. "My Iron Lung" (Radiohead) – 4:36
16. "Away" (The Cranberries) -- 2:39

## Recepción
Clueless se estrenó el 19 de julio de 1995 en 1.653 salas de cine de todos los Estados Unidos.

### Recaudación
El filme tuvo muy buena acogida y lanzó a la fama a sus protagonistas. 
La película se convirtió en un inesperado éxito sorpresa de 1995, recaudando más de $11 millones de dólares en su primer fin de semana, quedando en segundo lugar detrás de Apolo 13 y finalmente recaudando 55 millones de dólares durante su etapa final. Fue una de las películas más taquilleras de 1995. También desarrolló un fuerte seguimiento de culto después de su lanzamiento y con el tiempo se convirtió en una película de culto.

### Crítica
La película también fue bien recibida por la crítica. El sitio web Rotten Tomatoes le da una calificación de 81%, basada en los comentarios de 51 críticos, con el consenso del sitio indicando: «Una remodelación divertida e inteligente de Emma, Clueless ofrece una sátira suave que muestra diversión, problemas y romances de adolescentes en el famoso Beverly Hills». En Metacritic tiene un porcentaje de aprobación de 68 sobre 100, basado en 18 comentarios, lo que indica «críticas generalmente positivas».
Roger Ebert, del Chicago Sun-Times, le dio al film tres estrellas y media de cuatro. Janet Maslin, de The New York Times, declaró: «Aunque se queda sin combustible antes de llegar al final, la mayor parte de Clueless es tan animada y atractiva como su estrella». Peter Travers, de Rolling Stone, le dio 4 estrellas de un total de 4 y declaró: «El materialismo en Clueless es casi tan aterrador como desesperanzado en Kids».

## Reconocimientos
En 2008, Entertainment Weekly seleccionó a Clueless como uno de los "nuevos clásicos", y la posicionó en la lista de 100 mejores estrenos de entre 1983 al 2008, ubicándola en el puesto número 42. En ese mismo año, Entertainment Weekly también la nombró la 19.ª mejor comedia de los últimos 25 años.
La película fue nominada como mejor comedia y mejor frase por el American Film Institute para la lista "100 Years... 100 Laughs". La famosa frase usada por Cher "As if!" (en español "Como si..." o traducida también como "Nada que ver") también estuvo nominada.

## Legado
Después de la muerte de Brittany Murphy en 2009, Alicia Silverstone dijo que ella "siempre se sintió conectada a [Murphy] y todos compartieron una experiencia muy especial en su vida juntos"; también agregó en una entrevista: "Me encantó trabajar con Brittany. Ella era tan talentosa, tan cálida y tan dulce".
La directora Amy Heckerling describió a Alicia Silverstone diciendo: "Es como una Marilyn Monroe, rubia, bonita, dulce, y que, a pesar de ser el ideal americano, a la gente todavía realmente le gusta."
El elenco de protagonistas se reunió en 2012 para una edición de la revista Entertainment Weekly.
Clueless es la fuente de inspiración del video musical de la canción "Fancy" de la rapera australiana Iggy Azalea, el cual fue un hit en el 2014 en Estados Unidos. El vídeo está lleno de remakes de escenas clásicas de la película, y los trajes son hábilmente reinventados para canalizar los famosos estilos de la cinta con un toque ligeramente moderno. Además, el video musical de "Fancy" también fue filmado en la misma escuela secundaria de Los Ángeles donde se rodó Clueless.